# 史怀德
史怀德（12世纪？—1214年），永清（今河北省永清县）人，金朝末年至元朝初年政治人物。史秉直祖父史倫二哥的孙子。
1213年，与从兄史秉直到涿州归降蒙古，隶属于木华黎，奉令率领所部称为黑军，任命其子史天祥都镇抚，招丁壮万余人，参与攻打河北霸州、文安县、大城县、沧滨县、长山县等二十余城，攻克山东淄州、沂州、密州三州。回师围攻中都，随木华黎北返。次年秋，进军辽西，攻打高州，攻克惠和、金源、和众、龙山、利、建、富庶等十五城，只有北京大宁府（今内蒙古宁城县西）固守不下。于是再攻大宁，在攻取战斗中，率部打先锋，擒二名金将，身先登城，中流箭，死于军中。